# 菊住
菊住（きくすみ）は、愛知県名古屋市南区の地名。現行行政地名は菊住一丁目及び菊住二丁目。住居表示実施。

## 地理
名古屋市南区北端部に位置する。東は駈上一丁目・駈上二丁目、西は呼続元町、北は瑞穂区に接する。

## 歴史

### 町名の由来
南に位置する「桜」地区に対応する秋の花として「菊」を選び、また、かつて当地に存在した住友電気工業名古屋製作所から「住」の字を採った命名とされるが、菊の字は近くに所在した酒造会社「菊の世」の頭文字であるともいう。

### 沿革
- 1914年（大正3年） - 近藤紡績所が設立される[4]。
- 1943年（昭和18年）6月 - 近藤紡績跡を取得した住友電気工業の工場が操業を開始する[4]。
- 1955年（昭和30年）1月15日 - 南区水車町の一部により、同区菊住町が成立する[1]。
- 1984年（昭和59年）1月15日 - 南区菊住一丁目が菊住町・新郊通の各一部、菊住二丁目が朝拝町・菊住町・新郊通・宮崎通の各一部によりそれぞれ成立する[1]。
- 1986年（昭和61年）9月16日 - 菊住町の残部が呼続元町に編入され、消滅[1]。

## 世帯数と人口
2019年（平成31年）4月1日現在の世帯数と人口は以下の通りである。
| 丁目       | 世帯数  | 人口    |
| ---------- | ------- | ------- |
| 菊住一丁目 | 380世帯 | 860人   |
| 菊住二丁目 | 503世帯 | 1,062人 |
| 計         | 883世帯 | 1,922人 |

### 人口の変遷
国勢調査による人口の推移。
| 1995年（平成7年）  | 1,527人 |  |  |
| 2000年（平成12年） | 1,428人 |  |  |
| 2005年（平成17年） | 1,318人 |  |  |
| 2010年（平成22年） | 1,848人 |  |  |
| 2015年（平成27年） | 1,879人 |  |  |

### 世帯数の変遷
国勢調査による世帯数の推移。
| 1995年（平成7年）  | 615世帯 |  |  |
| 2000年（平成12年） | 620世帯 |  |  |
| 2005年（平成17年） | 587世帯 |  |  |
| 2010年（平成22年） | 800世帯 |  |  |
| 2015年（平成27年） | 807世帯 |  |  |

## 学区
市立小・中学校に通う場合、学校等は以下の通りとなる。また、公立高等学校に通う場合の学区は以下の通りとなる。
| 丁目       | 番・番地等 | 小学校               | 中学校               | 高等学校 |
| ---------- | ---------- | -------------------- | -------------------- | -------- |
| 菊住一丁目 | 全域       | 名古屋市立菊住小学校 | 名古屋市立桜田中学校 | 尾張学区 |
| 菊住二丁目 | 全域       | 名古屋市立菊住小学校 | 名古屋市立桜田中学校 | 尾張学区 |

## 施設
- イオンモール新瑞橋
- 北村病院[3]
- 新郊市場[3]

## 交通
- 名古屋市道名古屋環状線

## その他

### 日本郵便
- 郵便番号 : 457-0012[WEB 3]（集配局：名古屋南郵便局[WEB 13]）。

### WEB
1. ↑  “愛知県名古屋市南区の町丁・字一覧”.   人口統計ラボ. 2017年10月7日閲覧。
2. 1 2  “町・丁目(大字)別、年齢(10歳階級)別公簿人口(全市・区別)”.   名古屋市 (2019年4月22日). 2019年4月23日閲覧。
3. 1 2  “郵便番号”.  日本郵便. 2019年3月17日閲覧。
4. ↑  “市外局番の一覧”.   総務省. 2019年1月6日閲覧。
5. 1 2  名古屋市役所市民経済局地域振興部住民課町名表示係 (2015年10月21日). “南区の町名一覧”.   名古屋市. 2017年10月7日閲覧。
6. 1 2  総務省統計局 (2014年3月28日). “平成7年国勢調査の調査結果(e-Stat) - 男女別人口及び世帯数 －町丁・字等” (CSV). 2021年7月20日閲覧。
7. 1 2  総務省統計局 (2014年5月30日). “平成12年国勢調査の調査結果(e-Stat) - 男女別人口及び世帯数 －町丁・字等” (CSV). 2021年7月20日閲覧。
8. 1 2  総務省統計局 (2014年6月27日). “平成17年国勢調査の調査結果(e-Stat) - 男女別人口及び世帯数 －町丁・字等” (CSV). 2021年7月21日閲覧。
9. 1 2  総務省統計局 (2012年1月20日). “平成22年国勢調査の調査結果(e-Stat) - 男女別人口及び世帯数 －町丁・字等” (CSV). 2021年7月21日閲覧。
10. 1 2  総務省統計局 (2017年1月27日). “平成27年国勢調査の調査結果(e-Stat) - 男女別人口及び世帯数 －町丁・字等” (CSV). 2021年7月21日閲覧。
11. ↑  “市立小・中学校の通学区域一覧”.   名古屋市 (2018年11月10日). 2019年1月14日閲覧。
12. ↑  “平成29年度以降の愛知県公立高等学校（全日制課程）入学者選抜における通学区域並びに群及びグループ分け案について”.   愛知県教育委員会 (2015年2月16日). 2019年1月14日閲覧。
13. ↑  “郵便番号簿 2018年度版” (PDF).   日本郵便. 2019年4月23日閲覧。

### 文献
1. 1 2 3 4 5  名古屋市計画局 1992, p. 851.
2. ↑  名古屋市計画局 1992, p. 850.
3. 1 2 3 4  「角川日本地名大辞典」編纂委員会 1989, p. 1540.
4. 1 2 3  名古屋市計画局 1992, p. 561.